# Víktor Zavolski
Víktor Ígorevich Zavolski –en ruso, Виктор Игоревич Завольский– (Kúibyshev, 28 de julio de 1990) es un deportista ruso que compitió en piragüismo en la modalidad de aguas tranquilas. Ganó dos medallas en el Campeonato Mundial de Piragüismo: bronce en 2010 y plata en 2011.

## Palmarés internacional
| Campeonato Mundial | Campeonato Mundial | Campeonato Mundial | Campeonato Mundial |
| Año                | Lugar              | Medalla            | Competición        |
| ------------------ | ------------------ | ------------------ | ------------------ |
| 2010               | Poznań (Polonia)   | Medalla de bronce  | K1 4 × 200 m       |
| 2011               | Szeged (Hungría)   | Medalla de plata   | K1 4 × 200 m       |